# 我的朋友安德烈
《我的朋友安德烈》是中国东北当代小说家双雪涛的一篇短篇小说，最初发表于《文学界（原创版）》2013年第6期。2016年收入中国百花文艺出版社出版的小说集《平原上的摩西》以及台湾人间出版社出版的小说集《我的朋友安德烈》。

## 情节
安德烈和李默是初中同学，他们都上了无论考多少分都要交九千块钱才能入读的高级班。刚上初一时，安德烈就与班主任孙老师起了冲突，被安排坐了最后一排靠后门的位置。那会儿同学们都集体偷看《灌篮高手》、《神雕侠侣》等书，需要防备老师，安德烈却能通过计算光线的传播、在桌里放镜子而提前预告老师的到来。政治老师“宋屁股”文革时挨过整，她本来想李默的书包——里面装满了闲书——还给他，不想被孙老师发现，害李默被调到和安德烈成为同桌。二人都喜欢足球，成为好友。
初二的时候，安德烈已闻名全校，他做的“下水井盖为什么是圆的”、《祖国在我心中》的演讲，给同学们带来不少欢乐，却被孙老师视为眼中钉。李默在一次期中考试中考出了年纪第一，安德烈告诉李默这能让他得到出国留学的机会。但孙老师篡改成绩把机会给了隋菲菲，安德烈写大字报曝光了这件丑事为李默鸣不平，结果安李两家的家长被柳校长请到了办公室。最后，第一名被改成了不是李默也不是隋菲菲，而是一个不认识的同学。
多年以后，李默成了小广告公司职员，而安德烈已经精神失常，一会儿练气功，一会儿研究朝鲜。后来怀疑自家的猫是用胡子发电波的间谍，被送进精神病院。李默的父亲过世了，他在葬礼上再次看到了安德烈。

## 分析
《我的朋友安德烈》使用了语言重复的手法。文中安德烈对李默两次说“别忘拿了，你的草纸够吗？我这有草纸，你拿点。”第一次说时他还是一个独醒者，第二次他已经成为一个自言自语的疯子，两下对比写出了他沉沦的过程，揭示了人物的心理状态。作者还使用滑稽、幽默、夸张、戏谑等手法讲述安德烈由压抑到毁灭的过程，比如写他发表演说：“指挥家似的把一只手缓缓抬起：‘钟山风雨起苍黄，百万雄师过大江……下面，我来讲一下海豚的呼吸系统。’整个校园爆发出雷鸣般的笑声和掌声”。这些喜剧成分一步步的揭示出体质对人性的迫害。另外，“我的睾丸突然剧痛……疼得好像要找大夫把自己阉了才好”这类诙谐的语言，与悲剧情节相交织，制造了荒诞的效果，表现了人的孤独。
作者在小说中还致力于发掘人性的光明面。主人公安德烈看似疯狂，却坚守真理，比如他从好奇出发研究了“下水井盖为什么是圆的”并公开演讲，那种执着的生命力对“我”产生感召。他的行为不断遭到环境误解，却拒绝同流合污，这种赤子之心能够让读者产生对真相和正义的追求，拓宽了小说的表达。作家关心人与人之间的信任。安德烈不满老师私改分数，于是用贴大字报的方式发出自己的呐喊：“去新加坡的应该是李默，不是我，也不是隋飞飞”。安德烈的心不因世事变幻而迁移，仍固守在自己的家乡，也体现出一种文化风骨。
《我的朋友安德烈》还表现了青少年自我认同的危机。安德烈有着超越常人的聪敏和个性，却受到环境的漠视，结果这些天分只能被抹杀。要么成为李默那样的“沉默的大多数”，要么像安德烈一样走向疯癫，最终都无法摆脱边缘化的命运。